# Justin Marozzi
Justin Marozzi (1970) è uno scrittore, storico e giornalista britannico.

## Biografia
Nato nel 1970, vive e lavora a Londra.
Ha studiato storia all'Università di Cambridge, giornalismo televisivo a Cardiff e relazioni internazionali all'Università della Pennsylvania.
Giornalista per varie testate quali l'Evening Standard, lo Spectator e il National News, ha pubblicato 6 opere di saggistica vincendo nel 2015 il Premio Ondaatje con Baghdad: City of Peace, City of Blood nel quale racconta la storia della capitale dell'Iraq dal saccheggio di Tamerlano all'Invasione del 2003.

## Opere
- South from Barbary (2001)
- Tamerlane: Sword of Islam, Conqueror of the World (2004)
- Faces of Exploration (2006)
- L'uomo che inventò la Storia. Viaggi con Erodoto (The Man Who Invented History: Travels with Herodotus, 2008), collana Isole nella Corrente, trad. e cura di Claudio Gallo, Milano, Edizioni Settecolori, 2024, ISBN 979-12-815-1918-3.
- Baghdad: City of Peace, City of Blood (2014)
- Imperi islamici. Quindici città che riflettono una civiltà (Islamic Empires - Fifteen Cities that Define a Civilization, 2019), traduzione di Luigi Giacone, Collana La Biblioteca, Torino, Einaudi, 2020, ISBN 978-88-06-24517-7.
- A Thousand Golden Cities: 2,500 Years of Writing from Afghanistan and its People (2023)
- Captives and Companions: A History of Slavery and the Slave Trade in the Islamic World (2025).

## Premi e riconoscimenti
- Premio Ondaatje: 2015 vincitore con Baghdad: City of Peace, City of Blood